# Julio César Yegros
Julio César Yegros Torres (ur. 31 stycznia 1971 w Luque) – piłkarz paragwajski grający na pozycji napastnika. Posiada także obywatelstwo meksykańskie.

## Kariera klubowa
Karierę piłkarską Yegros rozpoczął w stołecznym mieście Asunción w tamtejszym klubie Cerro Porteño. W 1990 roku zadebiutował w jego barwach w paragwajskiej Primera Division. W tym samym roku został z nim mistrzem kraju, a sukces ten powtórzył także dwa lata później. W 1993 roku został wypożyczony do argentyńskiego Deportivo Mandiyú, a w 1994 roku wrócił do Cerro Porteño, z którym wywalczył swój trzeci tytuł mistrzowski. Z kolei w latach 1994–1995 Paragwajczyk występował w kolumbijskim Deportes Tolima.
Latem 1995 Yegros wyjechał do Meksyku, w którym spędził większą część swojej kariery. Pierwszym klubem tego zawodnika w Ameryce Północnej był Cruz Azul, w barwach którego występował do 2000 roku (z małą przerwą na występy w Tecos UAG w 1997 roku) i został z nim mistrzem fazy Invierno w sezonie 1997/1998. Natomiast w latach 1996 i 1997 zdobył Puchar Mistrzów CONCACAF. Po występach w Cruz Azul Julio César przeniósł się do UNAM Pumas. W 2002 roku odszedł do CF Monterrey, a po pół roku do Jaguares Chiapas. Z kolei w 2003 roku występował w Club León, a następnie przez cały sezon w UAG Gallos Blancos. Rok 2004 kończył grając w barwach Club Celaya.
W 2005 roku Yegros wrócił do ojczyzny i przez pół roku był zawodnikiem pierwszoligowego Sportivo Luqueño. Następnie latem znów przeszedł do Club León, jednak nie zdobył dla tego klubu żadnego gola, podobnie jak w 2006 roku dla Lagartos de Tabasco. Latem 2006 zakończył piłkarską karierę w wieku 35 lat.

## Kariera reprezentacyjna
W reprezentacji Paragwaju Yegros zadebiutował w 1991 roku. W tym samym roku wystąpił na Copa América 1991, a w 1998 został powołany przez selekcjonera Paula Césara Carpegianiego do kadry na Mistrzostwa Świata we Francji. Tam był podstawowym zawodnikiem i wystąpił w czterech spotkaniach: zremisowanych 0:0 z Bułgarią i Hiszpanią, wygranym 3:1 z Nigerią oraz przegranym 0:1 w 1/8 finału z Francją. Po tym turnieju zakończył karierę reprezentacyjną.